# Hrvatska koalicija (2010.)
Hrvatska koalicija je naziv za koaliciju HDZ-a 1990 i HSP-a BiH za parlamentarne i predsjedničke izbore u BiH 2010. godine. Koalicija je stvorena da se suprotstavi HDZ-u BiH, koji se je nasuprot toj koaliciji za izbore povezao s HKDU-om BiH, HSS-NHI-jom i HSP-om Herceg-Bosne.
U veljači 2010. najavljuje se da su predsjednici triju hrvatskih stranaka, Hrvatske stranke prava Bosne i Hercegovine Zvonko Jurišić, Hrvatske narodne zajednice Milenko Brkić i Hrvatskog zajedništva Herceg-Bosne Petar Milić u Mostaru potpisali sporazum o ujedinjavanju tih triju stranaka i da će ubuduće nastupati pod zajedničkim imenom Hrvatske stranke prava (HSP BiH, HNZ, HZ H-B), ali će i dalje postojati kao pravni subjekti. Naime potpisivanjem sporazuma nije provedeno formalno-pravno ujedinjenje triju stranaka, već da će se ono dogoditi na utemeljiteljskom saboru, koji će se, kako je rečeno, održati uskoro. Dotada će stranku voditi Predsjedničko vijeće, koje ima osam članova, četiri iz HSP-a, dva iz HNZ-a i dva iz HZ H-B-a. Predsjednik mu je Zvonko Jurišić, a dopredsjednici Milenko Brkić i Petar Milić. Slijedom toga je u svibnju 2010. Predsjedničko vijeće donijelo odluku da će prijaviti na opće izbore za sve razine vlasti 3. listopada 2010. kao zajednička i udružena  Hrvatska stranka prava Bosne i Hercegovine – HSP BiH.
Taj udruženi HSP izlazi na parlamentarne i predsjedničke izbore u BiH 2010. godine zajedno s HDZ-om 1990 u koaliciji Hrvatsko zajedništvo, što je velika zanimljivost i novost jer su na prethodnim izborima stranke unutar koalicije bile u suprotstavljenim taborima.

## Također pogledajte
- Hrvatsko zajedništvo
- Hrvatska koalicija (2002.)
- Hrvatska koalicija (2006.)